# Return in Bloodred
Return in Bloodred je první studiové album německo-rumunuské powermetalové kapely Powerwolf, vydané v roce 2005.

## Historie
První písně pro album, jako například „Mr. Sinister“ a „We Came to Take Your Souls“, které byly dokončeny v prvním zasedání, byly napsány v červnu 2004. 
Album bylo nahráno během osmi dnů v září 2004 ve studiu Fredman . Bubeník Stéfane Funèbre musel během nahrávání dočasně nahradit Tom Diener kvůli zánětu šlach. 
Album bylo znovu vydáno v roce 2014 jako součást box setu The History of Heresy I spolu s albem Lupus Dei a DVD z vystoupení na Wacken Open Air 2008.

## Motivy
"Mr. Sinister" byla první píseň, kterou kdy Powerwolf napsal; to posloužilo jako vodítko pro styl, který si přivlastnili. Text je o Vladovi II. Draculovi , otci Drákuly . 
„We Came to Take Your Souls“ vypráví o válce mezi Rumunskem a Osmanskou říší pod vedením Vlada III. Drákuly. 
"Kiss of the Cobra King" vypráví příběh o vlkovi, který bojuje proti hadovi.  Příběh vypráví o válce mezi Rumunskem a Osmanskou říší, která se řešila již v We Came to Take Your Souls. Podle starších rozhovorů jde o starou rumunskou legendu; biografie The History of Heresy I na druhou stranu tvrdí, že nápad vznikl během zkoušky, když Attila Dorn nařídil pop-up popové skupině, aby byla zticha, jinak by ji „kousl král kobry “. 
„Demons & Diamonds“ kritizuje dopad honby za mocí a bohatstvím. 
"Montecore" je o bílém tygrovi , který v roce 2003 vážně zranil kouzelníka Roye Horna . 
"The Evil Made Me Do It" a "Lucifer in Starlight" mají silný vliv doom metalu a jsou poctou Black Sabbath. "Lucifer ve svitu hvězd" pojednává o fascinaci ďáblem .
„Son of the Morning Star“ neobsahuje kytaru, bicí ani basu na rozdíl od zbytku alba. Kromě Attilova zpěvu jsou použity pouze varhanní zvuky. Textově píseň popisuje biblickou apokalypsu.

## Seznam skladeb
| Pořadí         | Název                      | Délka |
| -------------- | -------------------------- | ----- |
| 1.             | Mr. Sinister               | 4:39  |
| 2.             | We Came to Take Your Souls | 4:01  |
| 3.             | Kiss of the Cobra King     | 4:32  |
| 4.             | Black Mass Hysteria        | 4:12  |
| 5.             | Demons & Diamonds          | 4:39  |
| 6.             | Montecore                  | 5:19  |
| 7.             | The Evil Made Me Do It     | 3:39  |
| 8.             | Lucifer in Starlight       | 4:49  |
| 9.             | Son of the Morning Star    | 5:12  |
| Celková délka: | Celková délka:             | 40:02 |

## Sestava
- Attila Dorn – zpěv
- Matthew Greywolf – kytara
- Charles Greywolf – baskytara
- Stéfane Funèbre – bicí
- Falk Maria Schlegel – varhany, klávesy